# Ronglu
Ronglu (chinois : 荣禄 ; pinyin : róng lù ; Wade : Jung-lu ; EFEO : Jong-Lou ; zhuyin : ㄖㄨㄥˊ ㄌㄨˋ. La version EFEO était utilisée dans les dépêches françaises de l'époque.), né le 6 avril 1836, mort le 11 avril 1903, était un prince, général et homme d'État chinois de la dynastie mandchoue des Qing.

## Biographie
Descendant du clan mandchou des Guwalgiya et membre et de la Bannière blanche dans le système des Huit Bannières, Ronglu faisait partie de la cour impériale et occupa diverses positions importantes, dans le Zongyi Ramen ou le Grand Conseil. Il contribua à la modernisation de l'armée chinoise et à la diffusion en son sein des armes à feu de fabrication occidentale.
Allié de l'impératrice douairière Cixi, Ronglu fit partie de la faction conservatrice qui s'opposa à la Réforme des Cent Jours. Il joua un rôle déterminant dans l'écrasement du mouvement réformateur en commandant les troupes qui entourèrent la Cité interdite et procédèrent à la mise aux arrêts de l'empereur Guangxu.
Durant la révolte des Boxers, Ronglu fut l'un des principaux commandants des troupes impériales et, obéissant à l'ordre de l'impératrice, lança un assaut contre les légations étrangères assiégées. Peu convaincu par l'opportunité d'un conflit avec les puissances étrangères, il ne prit cependant pas les légations. Après l'échec de la révolte des Boxers, Ronglu négocia avec l'Alliance des huit nations pour garantir la sécurité de l'impératrice.
Jusqu'à sa mort en 1903, il se fit l'avocat de réformes administratives pour tenter de sauver le système impérial
Il était le grand-père maternel du dernier empereur Puyi.